# バッカスとアリアーヌ

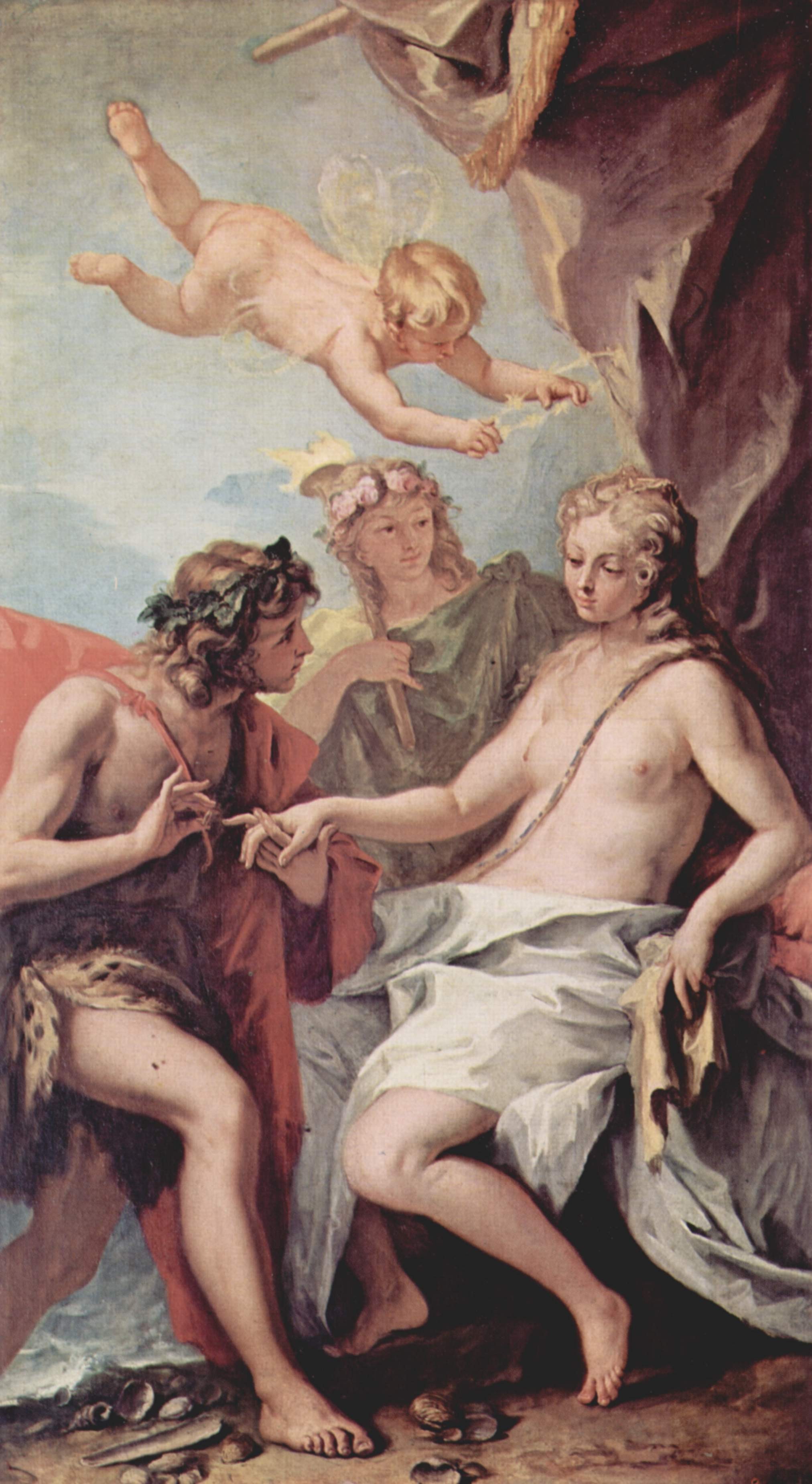
セバスティアーノ・リッチによる「バッカスとアリアーヌ」

『バッカスとアリアーヌ 』（Bacchus et Ariane）は、アルベール・ルーセルがオペラ座の支配人であるジャック・ルーシェの依頼によって1930年6月から10月にかけて作曲したバレエ音楽、およびそれに基づいたバレエ組曲。『バキュスとアリアーヌ』とも表記される。

## 概要
作家のアベル・エルマンがギリシャ神話の『テセウス英雄伝』の中からミノタウロス退治の後日譚であるバッカスとアリアーヌの物語をバレエ用の台本として書いたものである。「ナクソス島のアリアーヌの神話に着想を得た数多くの音楽作品の中でおそらくリヒャルト・シュトラウスのオペラとともに最も有名なこの『バッカスとアリアーヌ』は長く曲がりくねったメロディ曲線や荒々しいと同時に洗練され、たびたび多調的となる和声、強烈なリズムといったルーセルの成熟期の美点のすべてを結集している」。「ルーセルの音楽創造はその出発点に生命感に溢れたリズムがあり、このリズムの躍動からメロディが生み出され、さらにこのようにして生み出されたメロディの対位法的絡み合いの中からハーモニーが生じるのである」。

## 初演とその後

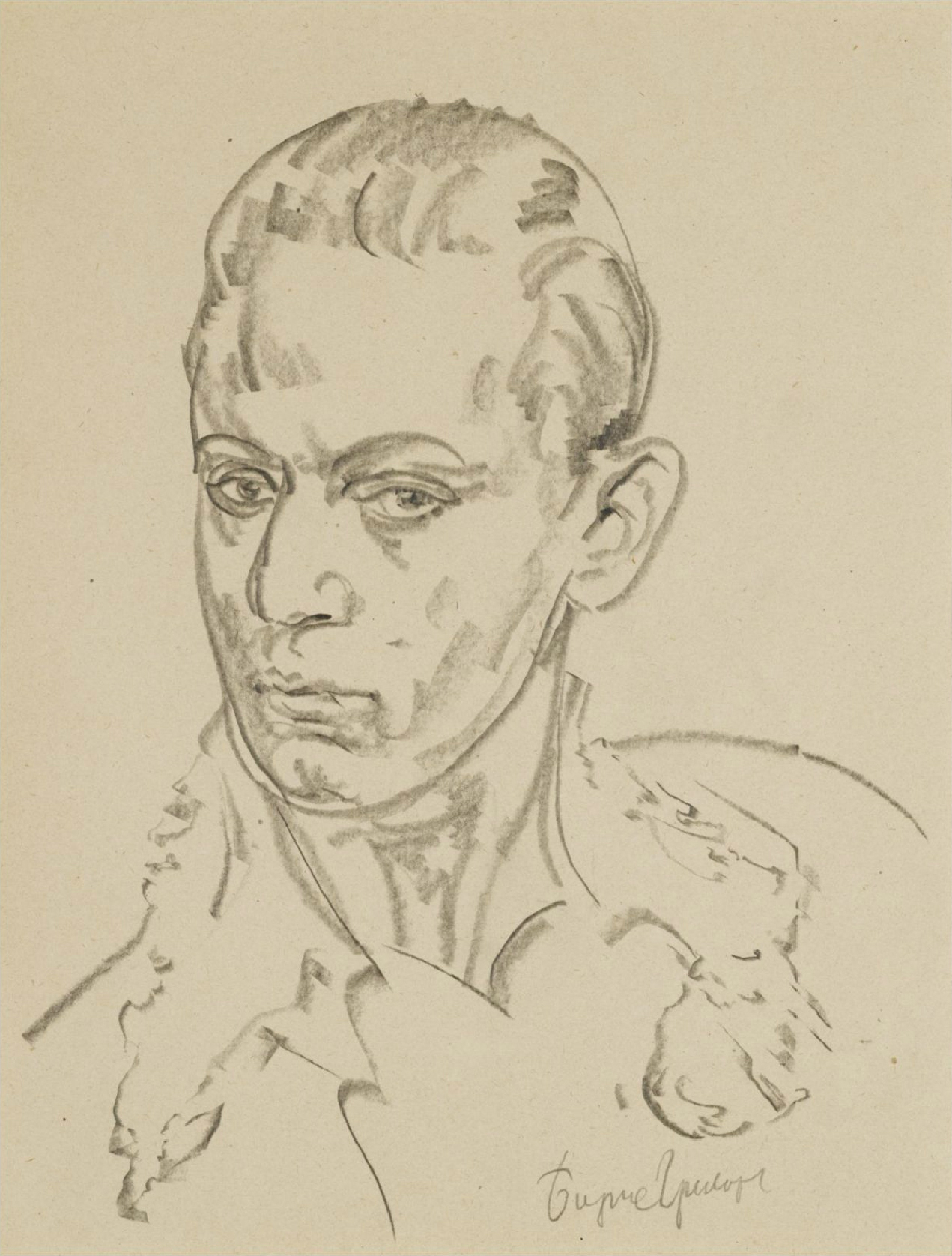
リファール

1931年5月22日にオペラ座（ガルニエ宮）にて、フィリップ・ゴーベール指揮、セルジュ・リファールの振付けにより行われた。バッカスの役はリファール自身が踊り、舞台美術はジョルジョ・デ・キリコが担当した。『ラルース世界音楽事典』では「この作品の舞台公演は長期間は続かなかった。ただ音楽だけはあらゆる聴衆を熱狂させ、やがて2つのオーケストラ組曲の形で演奏会において名誉を回復した。だが、第2組曲が世界的に有名となり、あらゆるフランス音楽の中でも最も良く演奏される曲目のうちに数えられるのに対して、第1組曲はおそらく〈静かに〉終わるためか実に不当にも無視され続けている」と解説している。

## 楽器編成
- 木管楽器: ピッコロ1、フルート2、オーボエ2、イングリッシュホルン、クラリネット2、バスクラリネット、ファゴット2、コントラファゴット
- 金管楽器: ホルン4、トランペット4、トロンボーン3、テューバ1
- 打楽器 : 大太鼓、シンバル、ティンパニ、タムタム、チェレスタ
- その他: 弦楽五部、ハープ2

## 演奏時間

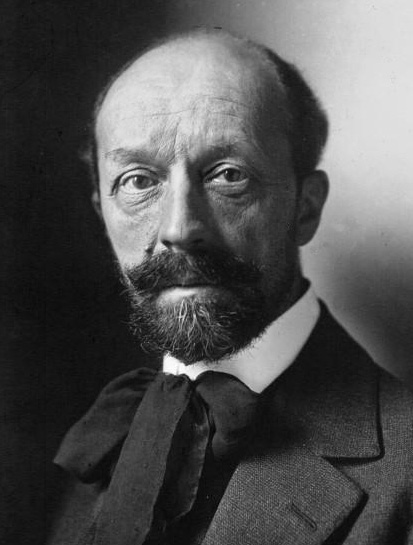
1923年のルーセル

第1組曲: 約16分、 第2組曲: 約18分、全体で約35分。

## 構成
第1幕（第1組曲）
- 前奏曲
- 迷宮の踊り

第2幕（第2組曲）
- バッカスはアリアーヌと夢の踊りを再び踊る
- バッカスの踊り

- アリアーヌの踊り
- アリアーヌとバッカスの踊り
- バッカナール‐アリアーヌの戴冠

## 主な録音
| 年   | 指揮者                       | 管弦楽団                               | レーベル                                           |
| ---- | ---------------------------- | -------------------------------------- | -------------------------------------------------- |
| 1952 | シャルル・ミュンシュ         | ボストン交響楽団                       | CD: BGM ASIN: B000K2QL0Q 第2組曲のみ               |
| 1954 | シャルル・ミュンシュ         | NBC交響楽団                            | CD: Music & Arts ASIN: B000WBZ5V6 第2組曲のみ      |
| 1958 | イーゴリ・マルケヴィチ       | ラムルー管弦楽団                       | CD: ポリドール ASIN: B00005FIGC 第2組曲のみ        |
| 1959 | ユージン・オーマンディ       | バイエルン放送交響楽団                 | CD: Orfeo ASIN: B00003L3SA 全曲                    |
| 1960 | シャルル・ミュンシュ         | ボストン交響楽団                       | CD: ALTUS ASIN: B00714T8ME 第2組曲のみ             |
| 1961 | シャルル・ミュンシュ         | フランス国立放送管弦楽団               | CD: Disques Montaigne ASIN: B0012TXJJW 第2組曲のみ |
| 1963 | アンドレ・クリュイタンス     | パリ音楽院管弦楽団                     | CD: EMI ASIN: B01G4DNL6G 第2組曲のみ               |
| 1964 | ジャン・マルティノン         | シカゴ交響楽団                         | CD: RCA ASIN: B00005EGNJ 第2組曲のみ               |
| 1969 | ジャン・マルティノン         | フランス国立放送管弦楽団               | CD: Erato ASIN: B005IAQHP4 全曲                    |
| 1969 | セルジュ・ボド               | パリ管弦楽団                           | CD: EMI ASIN: B00LFVN8MK 第2組曲のみ               |
| 1984 | ロベルト・ベンツィ           | ボルドー・アキテーヌ管弦楽団           | CD: FORLAINE ASIN: B01G661CCG 第2組曲のみ          |
| 1984 | ジョルジュ・プレートル       | フランス国立管弦楽団                   | CD: EMI ASIN: B00N447AGG 全曲                      |
| 1986 | シャルル・デュトワ           | パリ管弦楽団                           | CD: Erato ASIN: B00000E6T0 全曲                    |
| 1996 | ヤン・パスカル・トルトゥリエ | BBCフィルハーモニック                  | CD: CHANDOS ASIN: B01K8MXYXO 全曲                  |
| 1997 | ジャック・メルシエ           | イル・ド・フランス国立管弦楽団         | CD: RCA ASIN: B000026BPB 全曲                      |
| 2005 | クリストフ・エッシェンバッハ | パリ管弦楽団                           | CD: Ondine ASIN: B01K8O32W0 全曲                   |
| 2006 | ステファヌ・ドゥネーヴ       | ロイヤル・スコティッシュ管弦楽団       | CD:Naxos ASIN: B01AXLRR10 全曲                     |
| 2006 | 矢崎彦太郎                   | 東京シティ・フィルハーモニック管弦楽団 | CD: オクタヴィア・レコード ASIN: B0013BYBS2 全曲   |
| 2015 | 山田和樹                     | スイス・ロマンド管弦楽団               | CD: Pentatone ASIN: B06VY19SP2 全曲                |